# Stig Frode Henriksen
Pour les articles homonymes, voir Henriksen.
Stig Frode Henriksen est un acteur norvégien.

## Filmographie
- 2007 : Kill Buljo : Ze Film
- 2009 : Dead Snow
- 2010 : Essential Killing
- 2011 : Tomme tønner 2 - Det brune gullet
- 2012 : Hellfjord de  Tommy Wirkola : Kobba
- 2013 : Hansel & Gretel: Witch Hunters
- 2013 : Kill Buljo 2
- 2014 : Dead Snow 2
- 2021 : The Trip (I onde dager) de Tommy Wirkola : Viktor